# Embraer EMB-400 Urupema
O Embraer EMB-400 Urupema é um planador desenvolvido no Instituto Tecnológico de Aeronáutica (ITA), de São José dos Campos, no ano de 1964, produzido posteriormente pela Embraer.

## Histórico
O início do projeto se deu em 1964, quando Carlos Augusto Nogueira del Monte, Edison Brumatti, Plínio Junqueira e Samuel Saraiva Lino Pires, alunos do quinto ano de Engenharia Aeronáutica, se reuniram sob a orientação do professor Guido Pessotti, a fim de desenvolver a aeronave, inicialmente designada como IPD 6505 Urupema. O Urupema foi projetado para ser um representante brasileiro nos campeonatos mundiais de voo à vela. A construção do protótipo (PP-ZTU) foi iniciada em 1965, nas oficinas do Clube de Voo à Vela do CTA (CVV-CTA), com o primeiro voo ocorrendo em 1968. Nesse mesmo ano, o Urupema participou o Campeonato Mundial de Voo a Vela de 1968, na Polônia, e da edição de 1970 do Mundial, em Marfa, Texas, ganhando prêmios em ambas as edições.
Posteriormente, devido a seu grande desempenho, uma série de dez unidades foi encomendada pelo Ministério da Aeronáutica, produzidos pela Embraer, que recebeu o projeto do CTA em 1969. Essas aeronaves produzidas pela Embraer foram distribuídos para aeroclubes de todo o país.

## Construção
O Urupema foi projetado como uma aeronave de asa alta com empenagem convencional. A aeronave é construída em sanduíche de madeira e colmeia de papel impregnado de resina epóxi. A frente das asas, fica uma cabine de comando de assento único, coberta por um esguio canopi de peça única. A aeronave conta com trem de pouso tandem, com a roda frontal posicionada abaixo da fuselagem.

## Variantes
- IPD 6505 Urupema: Protótipo produzido no Instituto de Pesquisas e Desenvolvimento (IPD) a pedido do Instituto Tecnológico de Aeronaútica (ITA). Uma unidade produzida, sendo utilizada no CVV-CTA por muitos anos.[3]
- EMB-400 Urupema: Versão de produção do Urupema, produzido pela Embraer a pedido do Ministério da Aeronáutica. Dez unidades construídas.[4]
- IPE Super Urupema: Variante modificada pela Industria Paranaense de Estruturas (IPE), com modificações na cabine de comando. Quatro unidades convertidas.[1][2]

## Especificações (EMB-400 Urupema)
Dados de: Construção Aeronáutica no Brasil 1910–1976 

### Características Gerais
- Tripulantes: Um (Piloto)
- Comprimento: 7.45 m (24 ft 5 in);
- Envergadura: 15.00 m (49 ft 3 in);
- Altura: 1.52 m (5 ft 0 in);
- Área Alar: 1.52 m (5 ft 0 in);
- Peso Vazio: 230 kg (507 lb);
- Peso Carregado: 310 kg (683 lb)

### Performance
- Velocidade Máxima: 255 km/h (158 mph, 138 kn);
- Razão de Planeio: 36:1 á 95 km/h (52 kn; 59 mph);
- Taxa de Descida: 0.66 m/s (78 ft/min)
- Carga Alar:25.83 kg/m2 (5.29 lb/sq ft)

## Ligações Externas
- Urupema. WikITA. Portal da Associação dos Engenheiros do ITA
- EMB-400 Urupema - EMB-400 Urupema - Embraer Historical Center